# Fred Rubi
Fred Rubi, auch Fredy Rubi (* 12. Oktober 1926 in Wengen; † 5. September 1997 in Adelboden), war ein Schweizer Skirennfahrer und Politiker. Er gewann 1950 Abfahrt und Kombination des Lauberhornrennens und erreichte den vierten Abfahrtsrang bei den Olympischen Winterspielen 1952. Rubi studierte Nationalökonomie an der Universität Bern (Dr. rer. pol. 1953), wurde 1954 Kurdirektor in Adelboden und schuf die Internationalen Adelbodner Skitage. Ab 1966 war er auch in verschiedenen Funktionen in der Politik tätig.

## Biografie
1944 stand der damals 17-jährige Rubi erstmals bei den Lauberhornrennen in seinem Geburtsort Wengen auf dem Podest, als er Zweiter der Abfahrt und jeweils Dritter in Slalom und Kombination wurde. Zwei Jahre später gewann er bei den Schweizer Meisterschaften in Davos die Abfahrt der Junioren. Seinen bis dahin grössten Erfolg feierte Rubi im Januar 1950: Er gewann die Abfahrt und die Kombination des Lauberhornrennens, ebenso wie einen erstmals zu diesem Anlass durchgeführten Riesenslalom. 20 Jahre zuvor hatte sein Vater Christian Rubi die erste Lauberhornabfahrt gewonnen. Mit diesen Siegen sicherte sich Rubi auch sein Ticket für die Weltmeisterschaften 1950 in Aspen. Er war dort allerdings durch eine Verletzung beeinträchtigt und erreichte nur den 38. Platz in der Abfahrt.
Bei seinem zweiten Grossereignis, den Olympischen Winterspielen 1952 in Oslo, war Rubi erfolgreicher. Er fuhr in der Abfahrt auf den vierten Platz, wobei ihm auf die Medaillenränge nur eine Zehntelsekunde fehlte. Im Slalom fuhr er im zweiten Durchgang die Bestzeit, doch nach einem Sturz im ersten Lauf reichte dies nur noch für den siebten Endrang. Den Riesenslalom beendete er auf Rang zwölf. Zuvor war er bei den Lauberhornrennen 1952 jeweils Dritter im Slalom und in der Kombination geworden. 1953 belegte Rubi bei der Internationalen Skiwoche in Sestriere den vierten Platz in der Abfahrt und den dritten Rang in der Dreierkombination (Abfahrt/Slalom/Riesenslalom). Ebenfalls 1953 wurde er Schweizer Meister in der Abfahrt und in der Kombination. Seinen ersten Schweizer Meistertitel hatte Rubi bereits zwei Jahre zuvor in der Kombination gewonnen. Nachdem er 1954 erneut Schweizer Meister in der Abfahrt geworden war, stürzte Rubi bei den Trainingsfahrten der Weltmeisterschaften 1954 in Åre schwer. Er prallte ausgangs des Steilhanges in eine vereiste Schneemauer und zog sich eine schwere Rückenstauchung zu, die das Ende seiner Karriere bedeutete.
Rubi hatte während seiner aktiven Laufbahn das Bergführerpatent (1949) und das Skilehrerpatent (1952) erlangt und wurde später Präsident der Bernischen Bergführer- und Skilehrerkommission. Im selben Jahr, in dem er seine Karriere beenden musste, wurde er zum Kurdirektor von Adelboden gewählt. Dieses Amt übte er bis 1991 aus. Rubi bemühte sich, wichtige Skirennen nach Adelboden zu bringen, was ihm dank seinen guten Beziehungen als ehemaliger Skirennfahrer auch gelang. Bereits 1955 wurden die ersten Internationalen Adelbodner Skitage abgehalten, die seither jährlich stattfinden und seit 1967 zum Programm des damals neu geschaffenen Weltcups gehören. Im Organisationskomitee dieser Rennen war Rubi bis 1994 Präsident (altershalber Rücktritt nach 40 Jahren), danach Ehrenpräsident.
Neben seiner Tätigkeit als Kurdirektor war Rubi, wie schon sein Vater, ein engagierter Politiker. Er gehörte der Sozialdemokratischen Partei der Schweiz an, war von 1966 bis 1973 Gemeinderat in Adelboden, von 1974 bis 1981 Gemeindepräsident und von 1967 bis 1987 Nationalrat. Er war Mitglied zahlreicher parlamentarischer Kommissionen, Mitarbeiter in der Schweizerischen Verkehrszentrale sowie in der bundesrätlichen Kommission für Fremdenverkehr und veröffentlichte zahlreiche Publikationen zum Thema Tourismus.

## Erfolge

### Olympische Winterspiele
(zählten zugleich als Weltmeisterschaften)
- Oslo 1952: 4. Abfahrt, 7. Slalom, 12. Riesenslalom

### Weltmeisterschaften
- Aspen 1950: 38. Abfahrt

### Schweizer Meisterschaften
- Vierfacher Schweizer Meister:
  - 2× Abfahrt (1953 und 1954)
  - 2× Kombination (1951 und 1953)

### Weitere Erfolge
- Sieg in Abfahrt und Kombination des Lauberhornrennens 1950